# Gémesi György
Gémesi György András (Budapest, 1956. január 3.) magyar politikus, 1990 óta Gödöllő polgármestere, 1998 és 2006 között, illetve 2018-ban rövid ideig országgyűlési képviselő. A Magyar Önkormányzatok Szövetsége (MÖSZ) elnöke.

## Pályafutása

### Tanulmányai
Egy nyolcgyermekes család hatodik gyermekeként született. Az általános iskolát Gödöllőn végezte, majd 1974-ben az aszódi Petőfi Sándor Gimnáziumban érettségizett. 1980-ban a SOTE Általános Orvosi Karán szerzett orvosi diplomát.

### Orvosként
1980–1985-ig az Országos Testnevelési és Sportegészségügyi Intézet orvosaként, 1990-ig a kerepestarcsai Flór Ferenc Kórház sebészorvosaként dolgozott. 1984-ben a Sportkórházban sportorvosi, 1988-ban a Flór Ferenc Kórházban sebészi képesítést szerzett.

### Politikusi pályafutása
1989 augusztusában lépett be a Magyar Demokrata Fórum gödöllői szervezetébe, melynek hamarosan elnöke lett.
1990 októberében a Magyar Demokrata Fórum jelöltjeként Gödöllő polgármesterévé választották. Azóta mindegyik önkormányzati választáson (1994-ben, 1998-ban, 2002-ben, 2006-ban, 2010-ben, 2014-ben, 2019-ben és 2024-ben) sikerrel indult. 1994-től az 1992-ben megalakult Gödöllői Lokálpatrióta Klub jelöltjeként tölti be a pozícióját.
1994-ben az MDF országos választmányának tagja, az év novemberétől a párt önkormányzati feladatokkal megbízott alelnöke, 1996 márciusától 2000 májusáig pedig ügyvezető elnöke volt. 2003 februárjától kommunikációért felelős alelnök, augusztustól az Európai parlamenti választás kampánystratégiájának felelőse, november 29-étől pedig kampányfőnök. Alelnöki tisztségéről 2006 májusában mondott le, egyúttal bejelentette kilépését az MDF-ből.
1998-ban választották először országgyűlési képviselővé (Pest megye 4. számú választókerülete, Gödöllő), majd 2002-ben újraválasztották. A Parlamentben az Ifjúsági és Sportbizottság alelnöke, valamint az Önkormányzati Bizottság tagja volt. 2006-ban alulmaradt a szocialista Fogarasiné Deák Valériával szemben.
Megalakulása, vagyis 1991 óta a Magyar Önkormányzatok Szövetségének elnöke. Szintén 1991-től az Európai Helyi és Regionális Önkormányzatok Kongresszusa (az Európa Tanács önkormányzati tanácskozó testülete) tagja lett. 2003-tól az Európai Unió Régiók Bizottsága póttagja, 2007-től tagja, 2010-től pedig a magyar küldöttség egyik alelnöke; a Régiók Bizottságában 2014 végén szűnt meg a megbízatása. 2007-ben a Kormány-Önkormányzatok Érdekegyeztető Fórum társelnökévé választották.
2017. március 15-én Gödöllő ünnepi megemlékezésén bejelentette, hogy Új Kezdet néven pártot alapított.
A 2018-as magyarországi országgyűlési választáson az LMP képviselőjelöltje volt az országos lista 3. helyén. Ahogy előre jelezte, felvette mandátumát, azonban mivel továbbra is Gödöllő polgármestere kíván maradni, a törvényes határidőn belül lemondott róla.

### Sporttevékenysége
Egykori kardvívó, pályafutását a Gödöllői Egyetemi Atlétikai Klubban (GEAC) kezdte. Később vívott az OSC-ben, majd a Vasasban, végül a GEAC-ban fejezte be a karrierjét. 1981-től 1985-ig válogatott kerettag volt. Tagja volt az 1984-es Los Angeles-i olimpiára készült válogatott keretnek, amelyen végül politikai okok miatt Magyarország nem vett részt.
Eredményei
Universiade
- kard csapat
  - bronzérmes: 1983 (Szabó Bence, Szetey András, Csongrádi László)[8]

Magyar vívóbajnokság
- kard egyéni
  - ezüstérmes: 1982, 1983

Sporttisztviselőként
1992-ben a Magyar Vívószövetség alelnöke lett, majd 1998-tól az elnöki tisztséget látja el. 2000-ben a Magyar Olimpiai Bizottság alelnökévé választották; 2005-ben újraválasztották, de 2008 végén lemondott tisztségéről. 2009-ben a Nemzeti Sportszövetség elnökévé választották. 2010 márciusától ismét a MOB alelnöke lett. 2012-től a MOB elnökségi tagja.

## Díjai, elismerései
1993. március 15-én Antall József miniszterelnök javaslatára Göncz Árpád köztársasági elnök a Magyar Köztársasági Arany Érdemkereszttel tüntette ki.
2004-ben a Magyar Polgármesterek Világtalálkozója alkalmával Sólyom László (későbbi köztársasági elnök) átadta neki a jelképes Ezüst Világfa emlékplakettet. 
2006 októberében a budapesti Stefánia Palotában vette át az 1956-os Magyar Szabadságkereszt kitüntetést, amit a Magyarországon és külhonban az 1956-os forradalom, valamint a nyugati emigráció ismertsége és 56 eszmei örökségének továbbvitele érdekében kifejtett tevékenységével érdemelt ki.
- Magyar Esélyegyenlőségi Díj (2022)

## Családja
Elvált, házasságából két leány (Márta, Gabriella) és egy fiúgyermek (Gergely) született. Három fiúunokája és két lányunokája van.